# Timika

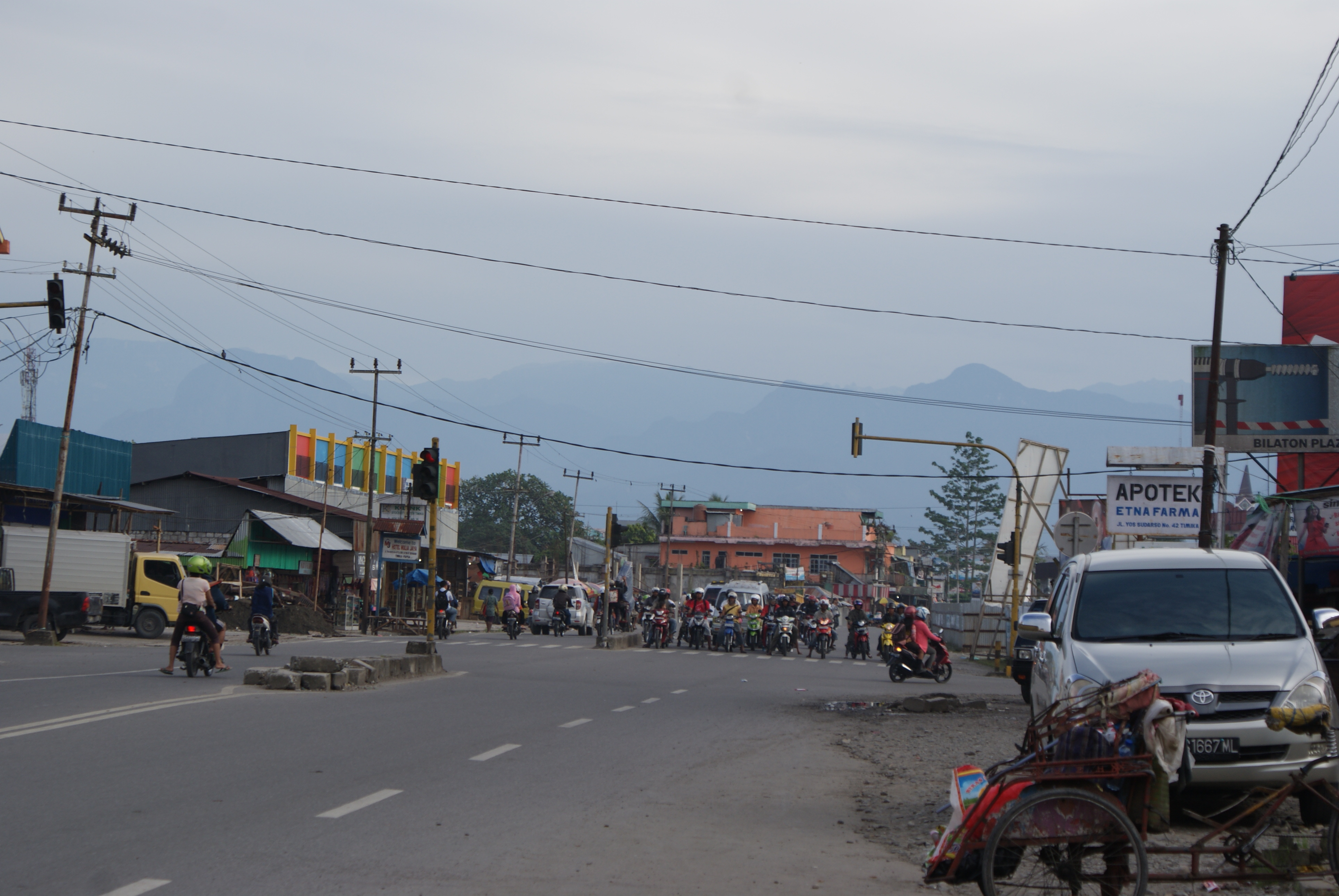
Scène de rue à Timika

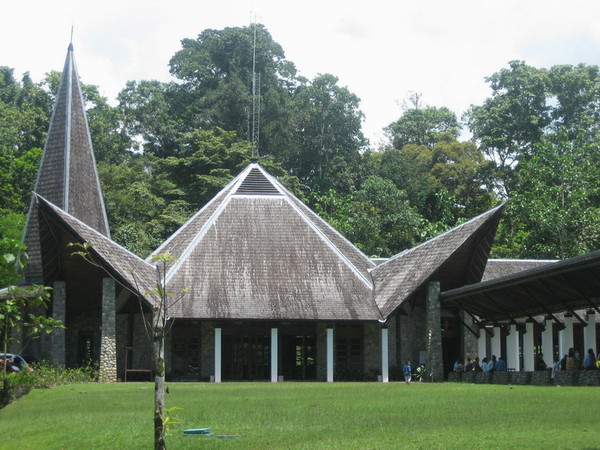
Église à Kuala Kencana ("le confluent de l'or") près de Timika

Timika est une ville d'Indonésie située dans la province de Papouasie centrale, dans la partie occidentale de la Nouvelle-Guinée. C'est le chef-lieu du kabupaten de Mimika.

## Climat
Timika possède un climat équatorial (Köppen: Af); se caracterisé par des températures chaudes et des pluies extrêmement torrentielles toute l'année.
| Mois                                | jan. | fév.  | mars  | avril | mai   | juin  | jui.  | août  | sep.  | oct.  | nov.  | déc. | année   |
| ----------------------------------- | ---- | ----- | ----- | ----- | ----- | ----- | ----- | ----- | ----- | ----- | ----- | ---- | ------- |
| Température minimale moyenne (°C)   | 23,8 | 23,7  | 23,6  | 23,6  | 23,7  | 23,3  | 22,9  | 22,8  | 23,1  | 23,5  | 23,6  | 23,8 | 23,5    |
| Température maximale moyenne (°C)   | 32,7 | 32,8  | 32,5  | 32    | 31,2  | 29,7  | 28,6  | 29    | 30,2  | 31,6  | 32,4  | 32,7 | 31,3    |
| Précipitations (mm)                 | 373  | 347,7 | 386,7 | 473,1 | 551,6 | 646,9 | 658,1 | 616,8 | 440,5 | 405,8 | 334,4 | 455  | 5 689,6 |
| Nombre de jours avec précipitations | 18,3 | 17,5  | 19,9  | 21,1  | 20,9  | 21,9  | 24    | 22,5  | 21,8  | 18,2  | 17,1  | 20,4 | 243,6   |

## Religion
Timika est le siège du diocèse de Timika érigé le 19 décembre 2003 et suffragant de l'archidiocèse de Merauke.

## Personnalités liées à la commune
- Kelly Kwalik, indépendantiste papou décédé à Timika en 2009